# Tunicaraptor unikontum
A Tunicaraptor unikontum az Opisthokonta Tunicaraptor nemzetségének egyetlen ismert faja. 2020-ban fedezték fel Chile tengeri vizeiben. Az állatokkal közeli rokonságban lévő szabadon élő ragadozó ostoros egysejtű faj. Ritkán látott, az Opisthokonta más tagjaiban nem ismert szerkezet révén eszik.

## Morfológia
Egy ovális sejttel rendelkező kis, néhány gombazoospórára hasonlító ostoros, hossza 3,5–5,1 μm. 1 ostora van hozzá tartozó ostornyílással, valamint 110 nm-es szőrökkel rendelkező „thecája” (burok). Az Opisthokonta más egysejtűitől eltérően sejtszája van elöl, de ehhez nem tartozik ostormélyedés vagy a többi sejtszájnál előforduló készülék. 2 centriólumának egyike az ostor, a másik a kinetoszóma felé irányul, őket a Golgi-készülékkel asszociált, a mag mögötti híd köti össze. Mitokondriális cristái laposak és lipidgömbökkel asszociáltak.
Rövid filopódiumokat ritkán hoz létre, egyes sejtjei 3–6 sejtből álló időleges aggregátumokat alkothatnak.

## Felfedezés és etimológia
A T. unikontumot chilei partmenti tengervízből izolálták, és 18S rRNS alapján fedezték fel. Morfológiai és filogenetikai kapcsolatait 2020-ban közölték a Current Biologyban. A Tunicaraptor név jelentése „tunikás ragadozó”, az unikontum (a latin unus, egy és a görög κοντός, oszlop szavakból) „egy ostort” jelent.

## Ökológia
Tengeri környezetekben található eukariovor ragadozó – csak más eukariótákat eszik, nem fogyaszt baktériumokat. Táplálkozása során számos különböző sejt egyesülhet és eheti ugyanazt az eukarióta zsákmányt.

## Evolúció
A Tunicaraptor a Holozoa önálló ága, de ezen belül helye nem ismert. 3 lehetséges filogenetikai pozícióját mutatták ki az elemzések, melyek szerint a Filasterea, a Filozoa vagy a Filozoa és az Ichthyosporea együttesének testvércsoportja. A Txikispora philomaios Rel homológiadoménje hasonló a T. unikontuméhoz, a két faj közti filogenetikai kapcsolatot alátámasztva.
| Choanozoa | \| \| Animalia \| \| \| \| \| \| Choanoflagellata \| \| \| \| |
|           | \| \| Animalia \| \| \| \| \| \| Choanoflagellata \| \| \| \| |
|           | Filasterea                                                    |
|           |                                                               |
|           | Animalia                                                      |
|           |                                                               |
|           | Choanoflagellata                                              |
|           |                                                               |

|  | Animalia         |
|  |                  |
|  | Choanoflagellata |
|  |                  |

|  | Corallochytrium |
|  |                 |
|  | Syssomonas      |
|  |                 |

| Choanozoa | \| \| Animalia \| \| \| \| \| \| Choanoflagellata \| \| \| \| |
|           | \| \| Animalia \| \| \| \| \| \| Choanoflagellata \| \| \| \| |
|           | Filasterea                                                    |
|           |                                                               |
|           | Animalia                                                      |
|           |                                                               |
|           | Choanoflagellata                                              |
|           |                                                               |

|  | Animalia         |
|  |                  |
|  | Choanoflagellata |
|  |                  |

|  | Corallochytrium |
|  |                 |
|  | Syssomonas      |
|  |                 |

| Choanozoa | \| \| Animalia \| \| \| \| \| \| Choanoflagellata \| \| \| \| |
|           | \| \| Animalia \| \| \| \| \| \| Choanoflagellata \| \| \| \| |
|           | Filasterea                                                    |
|           |                                                               |
|           | Animalia                                                      |
|           |                                                               |
|           | Choanoflagellata                                              |
|           |                                                               |

|  | Animalia         |
|  |                  |
|  | Choanoflagellata |
|  |                  |

|  | Corallochytrium |
|  |                 |
|  | Syssomonas      |
|  |                 |

| Choanozoa | \| \| Animalia \| \| \| \| \| \| Choanoflagellata \| \| \| \| |
|           | \| \| Animalia \| \| \| \| \| \| Choanoflagellata \| \| \| \| |
|           | Filasterea                                                    |
|           |                                                               |
|           | Animalia                                                      |
|           |                                                               |
|           | Choanoflagellata                                              |
|           |                                                               |

|  | Animalia         |
|  |                  |
|  | Choanoflagellata |
|  |                  |

|  | Corallochytrium |
|  |                 |
|  | Syssomonas      |
|  |                 |

Az állati többsejtűség génjeit keresve egy neuropeptid, a neszfatin-1 prekurzorát megtalálták a T. unikontumban. Ezek alapján az állati neuropeptid-jelzés sokkal távolabbi evolúciós ősökkel rendelkezik egysejtű rokonaikban.

### Transzkriptomika
Transzkriptomjában megtalálhatók az ostorgének és az ostorasszociált kalciumcsatorna, ez csak a ragadozó egysejtűekre jellemző, a parazitákra és az élettelen anyaggal táplálkozókra nem.

#### Tubulinok
Rendelkezik δ-, ε- és ζ-tubulinnal is.

#### Kationcsatornás jelzés
A CatSper család 7 fehérjéjéből 6-ot kódol. Ez a Holozoa legtöbb egysejtű tagjában nem található meg, de az állatok utolsó közös ősében igen, ez alapján az állatok és egysejtű őseik is ragadozó életmódúak lehettek.

#### Állábképzés
Az állábképzésért felelős WASP és WAVE család könnyíti az aktinnukleációt és lehetővé teszi a dinamikus aktintöltött állábak képzését, míg az Ena/VASP család a filopódiumképzésben az aktinpolimerizációval vesz részt.

#### Sejtadhézió
Az integrinadhezom alapvető jellemzői – legalább 2 integrin α és β családbeli fehérje megtalálható benne, vagyis az adhezomrészek elvesztése feltehetően csak néhány galléros ostorosra és az Ichthyosporea tagjaira korlátozódik.
Ezenkívül 6 immunglobulin-domént tartalmazó sejtadhéziós fehérje – például az axonogenezisben fontos Robo, DSCAM és kontaktin – megtalálható benne.
Egy másik fehérjében az állati rabfilinben és a szinaptotagminszerű Rab-effektorokban N-terminális FYVE-típusú cinkujj van, melyek az állatokban a szinaptikus üregbe való exocitózisban fontosak. A cinkujj SGAWFF Rab-specificitásmotívuma állandósult a rabfilincsaládban és a Tunicaraptor-fehérjében.

#### Immunglobulin-szupercsalád
Immunglobulinszerű fehérjéi leginkább az állati I-set, Ig2 és Ig3 immunglobulinszerű családok tagjaihoz hasonlók. A Holozoában az állatihoz hasonló Ig-doméneket csak a galléros ostorosokban találtak korábban.

#### Állati fehérjék
Tikhonenkov et al. 2020-as kutatásai számos, korábban kizárólag az állatokban jellemző fehérjedomént mutattak: a Runx család transzkripciós faktorait allosztérikusan szabályzó magkötő faktor β-alegységét (CBFβ) találták meg. Bár a Runx család fehérjéi ismertek az állatok egysejtű rokonaiban, a CBFβ nem volt. Ez alapján mégis feltételezhető, hogy a kooperatív CBFβ–Runx kölcsönhatások az állatok előtt jelentek meg.

## Fordítás
Ez a szócikk részben vagy egészben  a   Tunicaraptor című angol Wikipédia-szócikk ezen változatának fordításán alapul.  Az eredeti cikk szerkesztőit annak laptörténete sorolja fel. Ez a jelzés csupán a megfogalmazás eredetét és a szerzői jogokat jelzi, nem szolgál a cikkben szereplő információk forrásmegjelöléseként.